# Nintendo 64
Nintendo 64 (com a grafia estilizada NINTENDO64, e frequentemente abreviado de N64), é um console de jogos eletrônicos da quinta geração lançado pela Nintendo, em 23 de junho de 1996 no Japão. Lançado como a quinta geração de consoles da Nintendo, foi uma revolução no mercado da época, graças à sua arquitetura de 64 bits, que permitiu introduzir 3D nos jogos, tornando-os mais imersíveis.
Contava com três títulos de lançamento disponíveis: Super Mario 64, PilotWings 64 e Saikyou Habu Shogi. Nos EUA e no Brasil foi lançado simultaneamente em 29 de setembro de 1996, e, em ambos os países, havia apenas dois títulos de lançamento disponíveis: Super Mario 64 e PilotWings 64; mas, enquanto nos EUA os títulos eram vendidos à parte, no Brasil, o console vinha com o cartucho de Super Mario 64 incluso. Já quando foi lançado na Europa, em 1 de março de 1997, o console contou com sete jogos de lançamento: além de Super Mario 64 e PilotWings, havia Wayne Gretzky's 3D Hockey, Cruis'n USA, Star Wars: Shadows of the Empire, FIFA Soccer 64 e Turok: Dinosaur Hunter.
O Nintendo 64 foi o último grande console doméstico a utilizar cartucho até o Nintendo Switch, lançado em 2017.
No Brasil, foi lançado oficialmente pela Playtronic, e, a partir de 1997, pela empresa Gradiente Eletrônicos, que assumiu a representação da Nintendo no país. Em Portugal, foi distribuída pela Concentra.
O console foi anunciado em 1993 com o codename "Project Reality", com plano de lançamento para arcades em 1994 e uma versão doméstica no ano seguinte. Em 1995, fora primeiro apresentado com o nome Nintendo Ultra 64, tendo o nome reduzido para Nintendo 64 em fevereiro de 1996 (5 meses antes do lançamento). Seu código de modelo é NUS-001 (cuja sigla significa Nintendo Ultra Sixty Four - o codinome do projeto).
O N64 possuía um hardware complexo, o que tinha um preço: os programadores afirmavam que era um grande desafio manter todos os processadores da máquina trabalhando em sincronia.

## Jogos do console
Foi lançado um total de 388 jogos para o console, alguns exclusivamente no Japão ou Europa.
Embora os consoles concorrentes PlayStation e Sega Saturn tenham recebido mais jogos (cerca de 1 100 e 600 jogos, respectivamente), assim como os consoles anteriores da própria Nintendo (SNES com cerca de 725; NES com cerca de 768), o Nintendo 64 possui um grande número de jogos aclamados pela crítica e com muitas vendas. Super Mario 64 foi o jogo mais vendido da geração, com cerca de 11 milhões de cópias vendidas, ficando acima de Final Fantasy VII (9,72 milhões) e Gran Turismo (10,85 milhões), ambos de PlayStation. Super Mario 64 foi amplamente elogiado pela crítica e estabeleceu o padrão para os novos jogos de plataforma em 3D. GoldenEye 007 foi importante na evolução dos jogos de tiro em primeira pessoa, e é considerado um dos melhores jogos do gênero. The Legend of Zelda: Ocarina of Time estabeleceu o padrão para os futuros jogos de ação/aventura em 3D.

O último jogo de Nintendo 64 lançado oficialmente no Brasil pela Gradiente foi Tony Hawk's Pro Skater 2 (2001); no Japão, foi Bomberman 64 (2001; não confundir com o jogo de mesmo nome de 1997); nos EUA, foi Tony Hawk's Pro Skater 3 (2002); e, na Europa, Mario Party 3 (2001).

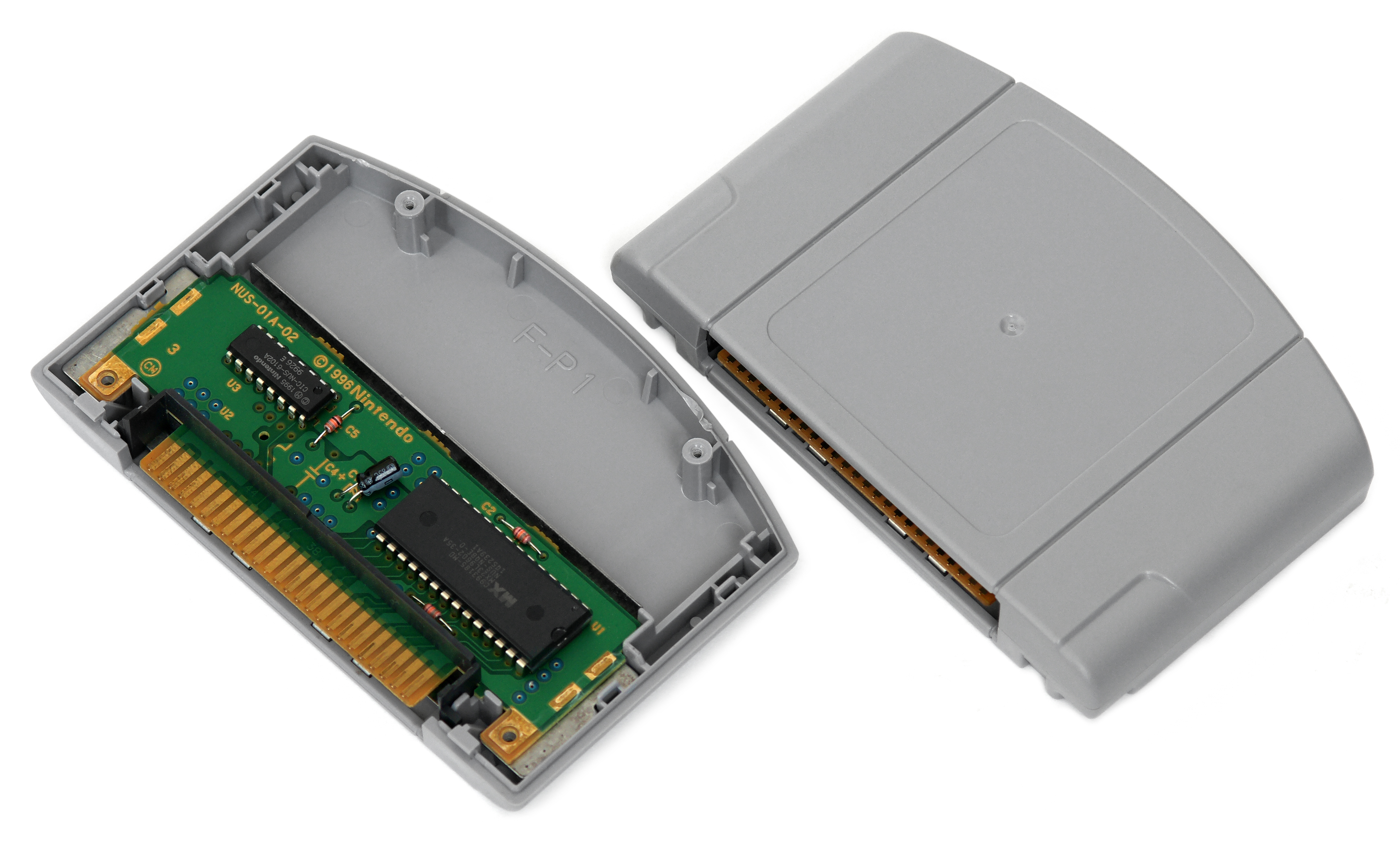
Cartucho de jogo do Nintendo 64

### Cartuchos
O Nintendo 64 foi o último console doméstico a fazer uso de cartuchos de memória ROM, enquanto as concorrentes utilizavam CD-ROM nos seus consoles. As principais vantagens eram a velocidade de acesso, já que as taxas de transferências na leitura de um chip de ROM são muito maiores do que as de um CD-ROM, durabilidade e segurança.
Entre as vantagens técnicas do cartucho sobre outras mídias destaca-se a capacidade de carregar dentro de si coprocessadores, chips de função específicas ou ainda microcódigos e linguagens de programação personalizados.
Entretanto, o custo de produção dos cartuchos era maior do que o dos CD-ROMs e a capacidade de armazenamento era menor, o que praticamente impossibilitava a utilização de arquivos de som e vídeos pré-gravados nos jogos.

A decisão de continuar a utilizar cartuchos espantou antigos parceiros, como a Squaresoft (responsável pelos jogos da série Final Fantasy), que garantiu direitos de exclusividade à Sony.

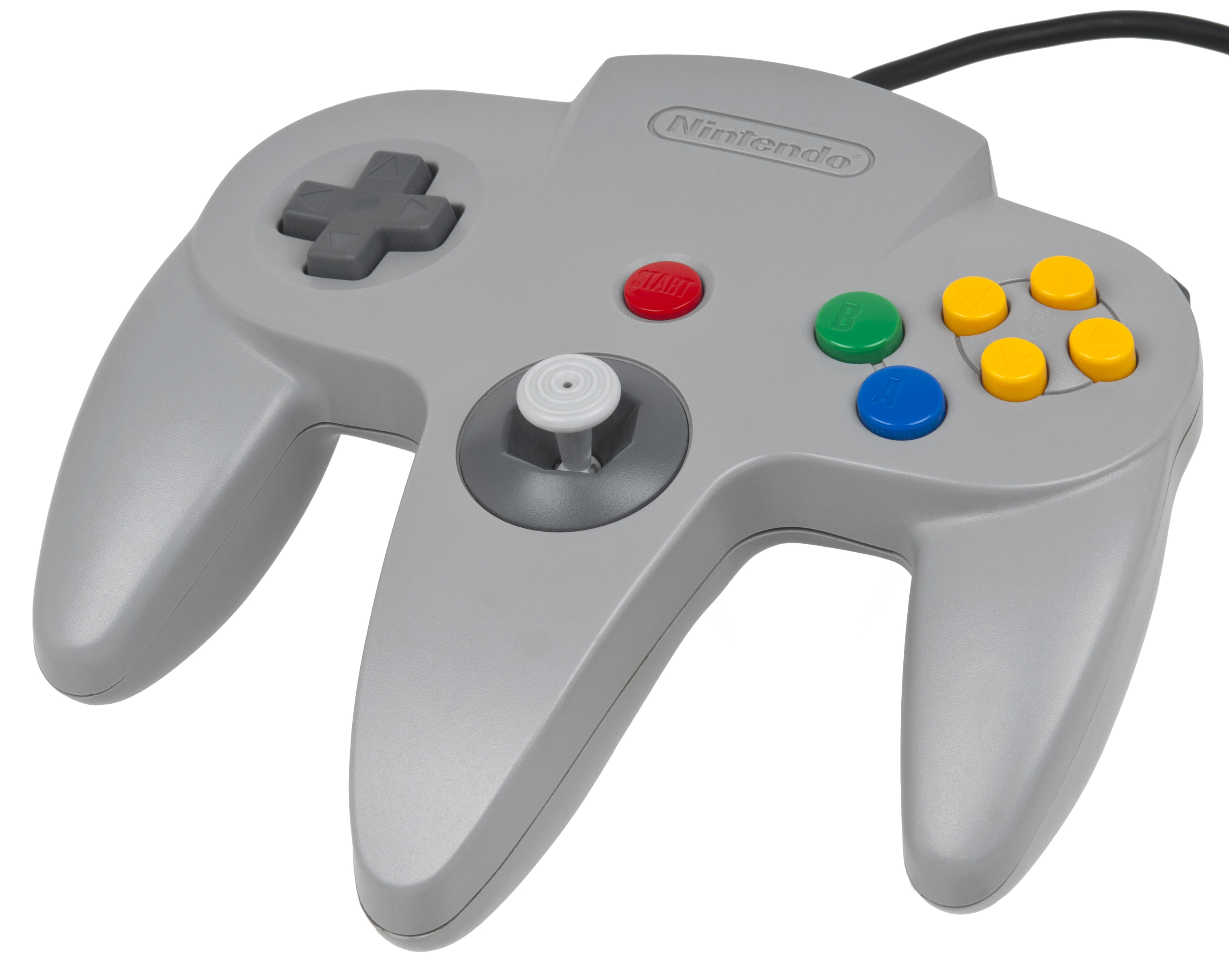
Controle do console

## Cores e edições especiais

### Consoles

#### Cor Padrão (Cinza)
O Nintendo 64 vinha na cor cinza escuro, quase preto

#### (Jungle Green/Extreme Green)
O primeiro colorido, vindo apenas junto com Donkey Kong 64.

#### Série Multi-sabores
Seguindo os populares computadores iMac, foi lançada uma série de N64 usando plástico colorido translúcido. Havia 6 cores, lançadas no Brasil como Kiwi (verde), Cereja (vermelho rosado), Anis (azul), Jabuticaba (preto), Uva (roxo) e Tangerina (laranja).

#### Pokémon Pikachu Nintendo 64
Um Nintendo 64 azul com um grande Pikachu em cima fora feito para promover jogos de Pokémon como Pokémon Stadium. O Japão também viu uma versão laranja.

### Controles
A cor padrão do controle de Nintendo 64 era cinza claro, mas foram oficialmente lançados controles em mais cinco cores: amarelo, vermelho, azul, verde e preto.

#### Banana

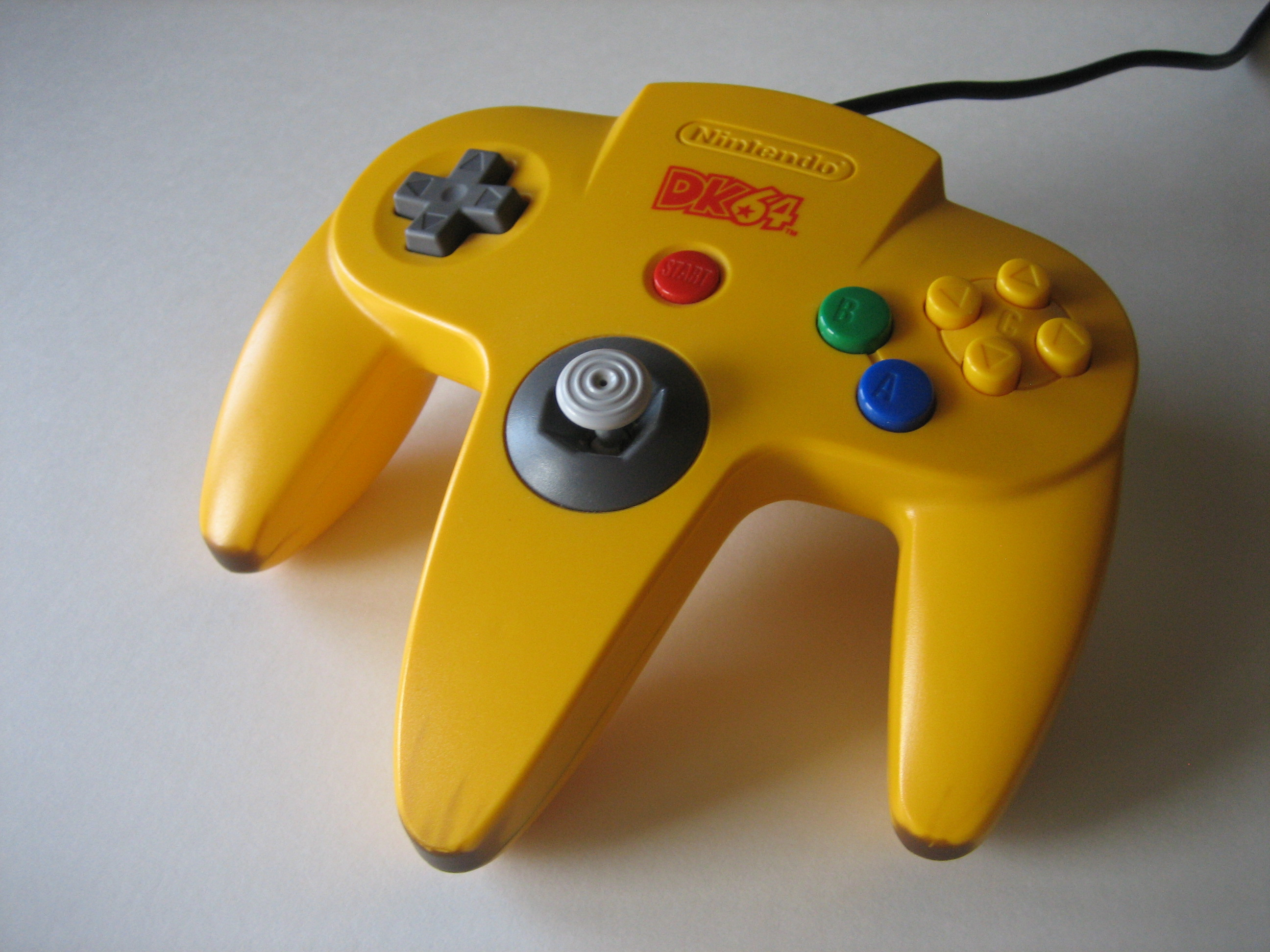
Controle do Nintendo 64 versão especial para lançamento do Donkey Kong 64

Para o lançamento de Donkey Kong 64 foi lançado nos EUA um controle especial, cor amarela e pintado para parecer um cacho de bananas.

#### Ouro
Nintendo lançou um controle dourado para o Nintendo 64 no Japão, seguindo o lançamento de The Legend of Zelda: Ocarina of Time. Depois, controles e N64 dourados passaram a ser vendidos no resto do mundo. O kit console e controle dourados era exclusivo da loja norte-americana Toys "R" Us.

### Cartuchos de cor
A cor padrão dos cartuchos era cinza claro.
Alguns cartuchos, entretanto, foram lançados em cores diferentes, tais como amarelo (Donkey Kong 64 e Earthworm Jim 3D), dourado (The Legend of Zelda: Majora's Mask e ,Ocarina of Time) preto (Turok 2: Seeds of Evil), verde (Rayman 2) azul (Tony Hawk's PRO Skater) vermelha (Spiderman) e uma dupla, dourado na frente e prateado atrás em Pokémon Stadium.

## Inovações
O Nintendo 64 teve algumas "inovações" que não eram originais. O Atari Jaguar supostamente foi o primeiro console 64-bit (mas tinha diversos processadores que somados davam 64), o Vectrex foi o primeiro com alavanca analógica (Analog Stick) e o Bally Astrocade foi o primeiro com quatro entradas de controle. Mas o 64 foi o primeiro sistema popular com essas inovações.

### No controle
- Alavanca Analógica - O Nintendo 64 foi o primeiro sistema a utilizar uma alavanca analógica em seu controle. A alavanca analógica é superior a um direcional digital pros jogos em terçeira dimensão (aquele em formato de cruz, mas mesmo assim não foi descartado no controle do Nintendo 64) por que com ela se pode aplicar uma intensidade diferente ao movimento (empurrando-a só um pouco ou até o fim, dependendo do tipo de movimento que se quer que o jogo entenda, como acontece no Super Mario 64: inclinando a alavanca levemente, Mario anda, e quando inclina no máximo, Mario corre), e ainda por não ser limitada somente às oito direções que o direcional digital é capaz de apontar. Hoje em dia todos os controles de videogames caseiros utilizam essa tecnologia (o PlayStation e o Sega Saturn tiveram de lançar controles com alavancas posteriormente), que foi apresentada ao mundo nesse joystick.
- Gatilho Z - O Botão Z, que fica na parte traseira central do controle e é pressionado com o dedo indicador, é utilizado como gatilho. Para jogos de tiro em primeira pessoa (como GoldenEye 007) esse botão dá a impressão de ser um gatilho de arma de fogo, proporcionando uma sensação mais realista. Hoje em dia a maioria dos controles de videogame possui uma função parecida com essa.

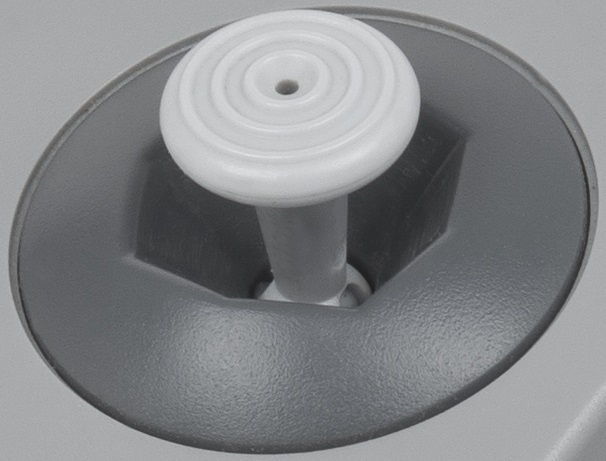
Alavanca analógica pros jogos 3D do controle do Nintendo 64

- Alavanca analógica pros jogos 3D do controle do Nintendo 64Rumble Pak - Esse acessório, como descrito acima, vibra de acordo com os acontecimentos mostrados na tela do jogo, dando uma sensação de interatividade com o que está sendo visto, Essa é outra função amplamente utilizada nos jogos atuais (o segundo controle do PlayStation, o DualShock, já possuía a função) e que começou no Nintendo 64.

### Nos jogos
- Super Mario 64 - Super Mario 64 redefiniu os jogos de ação/plataforma em 3D, tendo influência direta na forma com que esses jogos são jogados hoje em dia. Tudo isto se deve à alavanca de controle analógica, já citada aqui, e ao design inovador de fases, dirigido por Shigeru Miyamoto.
- "Z-Targeting" em The Legend of Zelda: Ocarina of Time - Sistema de mira automática que consiste em travar a mira em algum inimigo ou objeto do cenário, pressionando um botão (no caso, o Botão Z, por isso o nome de "Z-Targeting") assim que a mira se encontrar temporariamente no local/inimigo/personagem com o qual se deseja interagir/atacar. Ainda muito usado hoje em dia em jogos de ação e aventura em três dimensões.

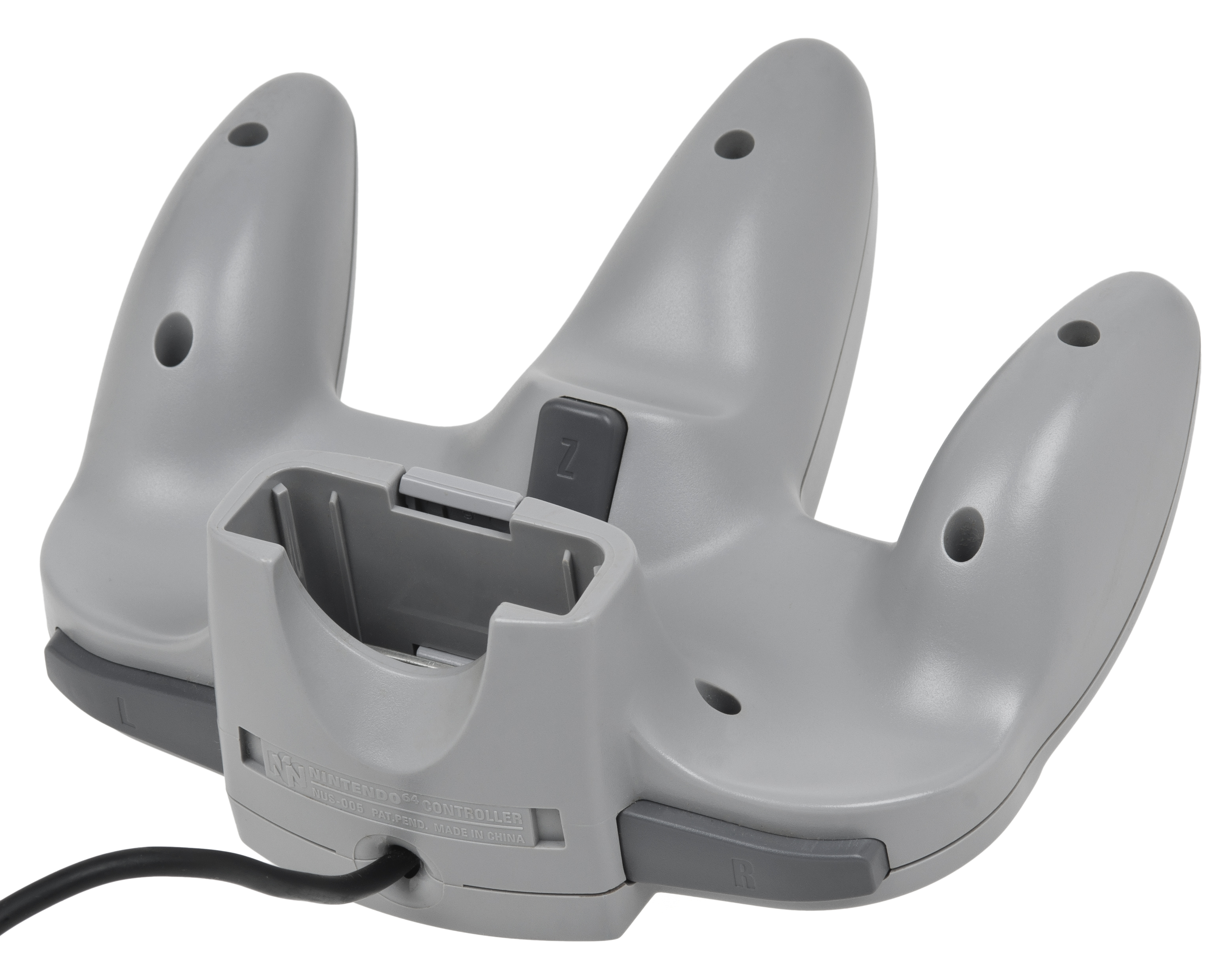
Traseira do controle com o botão Z que e o gatilho no centro com a entrada para Rumble Pak, Memory Pak e Controler Pak e Transfer Pak

## Acessórios
- Cartucho de Memória (Controller Pak) [NUS-004]- acessório para salvar o progresso e configurações dos jogos. Tinha capacidade de 32 KB de memória, divididos em 123 páginas. Poucos jogos o utilizavam, e em alguns seu uso era opcional, noutros necessário.
- Controle [NUS-005] - com seus três manetes, assemelhando-se a um "M", o controle possui 10 botões: A (azul), B (verde), quatro amarelos (C-cima, C-baixo, C-direita, C-esquerda), L, R, Z e Start (vermelho); possui ainda uma alavanca analógica no centro, um direcional digital à esquerda e uma entrada para acessórios na parte inferior. Disponível inicialmente na cor padrão cinza-claro e em mais seis cores (amarelo, verde, vermelho, azul, roxo e preto), posteriormente foi lançado nas versões translúcidas dessas mesmas cores (exceto cinza).
- Cartucho de Expansão (Expansion Pak) [NUS-007]- inserido na entrada ocupada pelo Jumper Pak [NUS-008], adicionava 4 MB de memória RAM, dobrando a capacidade original do console. Foi inicialmente vendido à parte, e, nos jogos compatíveis, melhora a qualidade das texturas, taxa de quadros, ou aumentava a resolução para 640x480 pixels. Dois jogos, no entanto, requeriam o uso do acessório para funcionar: Donkey Kong 64, que foi vendido com o acessório incluso e The Legend of Zelda: Majora's Mask. O jogo Perfect Dark requeria o uso do acessório para o modo principal de 1 jogador ou player 1, dispensando seu uso apenas para o modo multijogador.
- Mouse [NUS-017] - Mouse lançado junto com 64DD para melhorar jogabilidade de jogos como o SimCity 64 e o ''Mario Artist''. Foi produzido pela empresa Mitsumi e lançado junto com o acessório acima em pacote especial do jogo Mario Artist: Paint Studio.
- VRU [NUS-020, NUS-021, NUS-022 e NUS-025] - A Unidade de Reconhecimento de Voz era compatível apenas com os jogos Hey You, Pikachu! e Densha de Go! 64 sendo necessário para o primeiro jogo. Como o acessório foi calibrado para reconhecer bem vozes mais agudas, para ser usado por crianças, com vozes de jovens e adultos o reconhecimento de voz não performava muito bem.
- Kit de Limpeza [NUS-014, NUS-015 e NUS-016] - Lançado pela própria Nintendo, o kit continha diversos itens necessários para a limpeza adequada dos conectores, controles, cartuchos de memória e Rumble Pak.
- Rumble Pak [NUS-013] - funcionando com duas pilhas AAA, era um acessório inovador que reproduzia as vibrações às quais o personagem estava sujeito no universo virtual do jogo. Foi inicialmente lançado incluso no jogo Star Fox 64 e, pouco depois, vendido à parte. No Japão, Super Mario 64 e Wave Race 64 foram relançados com suporte ao acessório.
- Transfer Pak [NUS-019] - um acessório que, conectado na entrada da parte inferior do controle, permite a transferência de informações entre jogos do Nintendo 64 e Game Boy. Foi inicialmente lançado incluso no jogo Pokémon Stadium, em que se podia gerenciar Pokémon importados das versões Red, Blue e Yellow; era possível também jogar qualquer dessas versões de Pokémon no Nintendo 64 conectando os cartuchos de Game Boy no acessório, que tinha um emulador embutido, semelhante à funcionalidade do Super Game Boy de SNES. Fora do Japão foi utilizado apenas nos jogos Pokémon Stadium, Mario Tennis, Mario Golf e Mickey's Speedway USA'.
- 64DD [NUS-010] - Periférico capaz de ler e gravar disquetes, era conectado na porta de expansão inferior do console. Inicialmente anunciado em 1995, com planos de lançamento para 1997, teve sucessivos atrasos, até que foi lançado em dezembro de 1999, apenas no Japão, como parte do Randnet Starter Kit. Devido aos atrasos no lançamento do aparelho e ao esperado pouco interesse por parte dos consumidores, a Nintendo lançou-o apenas através de venda por catálogo, ao invés de comercializá-lo nas lojas. O periférico teve apenas 9 lançamentos oficiais, sendo 3 deles jogos de third-parties e 1 aplicação de internet. A maioria dos jogos previstos para o 64DD foi ou lançada em cartucho para o Nintendo 64, devido ao aumento da capacidade de armazenamento destes; ou portada para o console da geração seguinte, o GameCube; ou cancelada. O acessório também contava com um modem embutido, através do qual se conectava à rede RANDnetDD. O hardware e a plataforma online foram descontinuados em fevereiro de 2001.

## Recepção e vendas
O Nintendo 64 fez um relativo sucesso no Japão, vendendo cerca de 5,5 milhões de unidades, praticamente empatando com o Sega Saturn, que vendeu 5.8 milhões de unidades. O Playstation 1, por sua vez, teve 21 milhões unidades no Japão.
Na América do Norte, o maior mercado do mundo, o Nintendo 64 teve vendas que superaram as 20 milhões de unidades, garantindo um sólido segundo lugar, bem a frente do Sega Saturn, que não chegou a vender nem 2 milhões de unidades nesse território. O PS1 obteve vendas de 40 milhões na América do Norte.
Na geral, em termos de vendas mundiais, o Nintendo 64 conseguiu ser o segundo console mais vendido de sua geração, vendendo um total de 32 milhões de unidades, enquanto o primeiro colocado, o Playstation 1, vendeu 102 milhões de unidades e o terceiro colocado, o Sega Saturn, vendeu 8 milhões de unidades. O Nintendo 64 é o décimo segundo videogame mais vendido de todos os tempos, a frente de aparelhos como o Mega Drive (ou Genesis), Xbox 1 e o próprio GameCube, da Nintendo.
É interessante notar que as vendas fracas do Sega Saturn fizeram a Sega abandonar esse console e, no final de 1998, em 27 de novembro de 1998, a empresa lança outro videogame, o Dreamcast, que seria o último console da empresa. Apesar de ser parte de uma nova geração, a sexta geração de consoles fazendo frente ao PS1 e ao N64, acabou vendendo menos que estes no mesmo período. O console terminou por ser descontinuando no início de 2002 (no Japão ele ainda continuou a ser fabricado, em menor escala, até 2007)
O Nintendo 64 ficou conhecido por ser um console que oferecia a melhor experiência multiplayer, graças a sua capacidade de aceitar 4 controles simultâneos sem ajuda de acessório, e também por dominar nos gêneros de corrida, como jogos como San Francisco Rush, Extreme-G e Mario Kart 64, aventura 3D, como títulos como Super Mario 64 e Banjo Kazooie, e FPS, pois contava com títulos como Goldeneye 007 e Perfect Dark, além de versões superiores de jogos como Quake 2, que eram comparáveis as versões para PC.
O console, no entanto, ficou marcado pela falta de RPGs e pela falta de cenas em CGs, algo que era moda na época em jogos de Saturn e Playstation 1.